# Rafael Paz Marín
Rafael Paz Marín, conegut com a Rafa Paz, és un futbolista andalús, ja retirat. Va néixer a Granada el 2 d'agost de 1965. Va esdevindre un dels puntals del Sevilla FC a la segona meitat dels anys 80 i principis dels 90.

## Trajectòria esportiva
Rafa Paz es va iniciar a l'equip de la seua ciutat natal, el Granada CF, on hi va formar part de la primera plantilla, l'any 1983/1984. Eixe any fitxa pel que seria el club de la seua vida, el Sevilla FC, on hi estaria 14 temporades, fins a 1997.
Debuta al Pizjuán un 9 de setembre de 1984, davant l'Athletic Club. Les dues primeres temporades, Paz tot just compta i només hi disputa un partit per campanya. Les coses canviarien totalment a la temporada 1986-87, on es fa amb la titularitat i juga fins a 39 compromisos de Lliga. A partir d'eixa temporada es fa peça clau de la defensa sevillista, fins al descens del club andalús a la 1996-97. En total, hi juga 340 partits de blanc i marca 35 gols.
L'any 1997, Rafa Paz canvia d'aires i fitxa pel mexicà Atlético Celaya, on ja havien jugat altres futbolistes de la seua generació, com Emilio Butragueño. A Amèrica només hi està un any abans de retirar-se definitivament.

## Internacional
Rafa Paz va formar part del combinat espanyol de futbol que va acudir al Mundial d'Itàlia 1990. En total, va disputar set partits com a internacional.